# محوطه بیدک آقا
محوطه بیدک آقا مربوط به سده‌های متاخر دوران‌های تاریخی پس از اسلام است و در شهرستان جاجرم، بخش مرکزی، ۲۵ کیلومتری شمال شهر گرمه واقع شده و این اثر در تاریخ ۳۰ بهمن ۱۳۸۶ با شمارهٔ ثبت ۲۱۲۲۲ به‌عنوان یکی از آثار ملی ایران به ثبت رسیده است.